# Orimarga (Diotrepha) subconcinna
Orimarga (Diotrepha) subconcinna is een tweevleugelige uit de familie steltmuggen (Limoniidae). De soort komt voor in het Neotropisch gebied.